# Tolmács
Tolmács is een plaats (község) en gemeente in het Hongaarse comitaat Nógrád. Tolmács telt 758 inwoners (2001).